# Marché couvert de Tonnerre
Le marché couvert de Tonnerre est un marché couvert situé à Tonnerre dans le département de l'Yonne, en France.
Son architecte est Ferdinand Rousseau.

## Historique
La décision de créer ce marché est prise en 1902 par le conseil municipal : l’ouvrage sera finalement inauguré le 17 avril 1904.
L'édifice est inscrit au titre des monuments historiques depuis 1991 et possède également le label « Patrimoine du XXe siècle ».